# Palestinská komunistická strana (Mandátní Palestina)
Palestinská komunistická strana (v jidiš פאלעסטינישע קומוניסטישע פארטיי‎, Palestiniše Komunistiše Partej, arabsky الحزب الشيوعي الفلسطيني‎‎, Ḥizb aš-šuyūʿī al-filasṭīnī) byla politická strana v Mandátní Palestině. Vznikla sloučením dvou palestinských komunistických stran vzniklých v roce 1922. První touto stranou byla Komunistická strana Palestinců, která se oddělila od Židovské komunistické strany. Druhou stranou byla Komunistická strana Palestiny, která vznikla vyčleněním z hnutí Po'alej Cijon. Roku 1924 se strana připojila ke Kominterně. Ve svých počátcích byli ve straně hlavně Židé, přesto zastávali antisionismus, který vnímali coby formu imperialismu.

## Historie
Na ustavujícím sjezdu strany bylo rozhodnuto o podpoře arabských národnostních nároků v Palestině. Došlo k odsouzení britského imperialismu a sionismu coby projevu židovské buržoazie, která spolupracovala s Brity. Tento postoj otevřel straně dveře do Kominterny, která ji přijala v roce 1924. Strana se posléze vymezila proti židovské imigraci do Palestiny a také proti odborovému svazu Histadrut, který podle nich zvýhodňoval Židy.
V dvacátých letech začala strana nabírat za členy palestinské Araby. Karl Radek, který měl v Kominterně na starost tzv. východ, nařídil vedení Palestinské komunistické strany, „aby se z ní stala strana arabských dělníků, do které mohou patřit i Židé“. Nábor Arabů byl však pomalý. V roce 1924 měla jednoho arabského člena, v roce 1925 osm arabských členů. Strana se proto začala spojovat s arabskými dělnickými hnutími a s lokálními elitami. Strana přitahovala také arabské křesťany, kteří vyznávali pravoslavnou církev, což je přibližovalo k Sovětskému svazu. Strana se také snažila podporovat národnostní arabská hnutí i v okolních zemích. Nicméně se musela řídit pokyny Kominterny a ty se v období let 1928 až 1930 začaly výrazně proměňovat. Palestinská komunistická strana tak musela přestat jednat s elitami a lokální buržoazií. V roce 1930 byla opět vyzvána k výraznému navýšení podílu arabských členů, a to zejména ve vedení strany.
V roce 1930 strana kandidovala do parlamentu židovské komunity Asifat ha-nivcharim, ale ve volbách propadla. V roce 1934 se generálním tajemníkem strany, dle pokynu Kominterny, stal palestinský Arab Radwan Al Hilu.
Roku 1947 strana odmítla návrh OSN na rozdělení Palestiny. Nicméně poté, co ho podpořil Sovětský svaz, tak strana otočila a také ho podpořila. Po vyhlášení státu Izraele a první arabsko-izraelské válce se strana sloučila do izraelské komunistické strany Maki.
V roce 1982 vznikla nová Palestinská komunistická strana.